# Zbigniew Messner
Zbigniew Stefan Messner (tiếng Ba Lan: [ˈzbiɡɲɛf ˈmɛsnɛr] ⓘ; 13 tháng 3 năm 1929 - 10 tháng 1 năm 2014) là một nhà kinh tế và chính trị gia Cộng sản người Ba Lan. Tổ tiên của ông là người Ba Lan gốc Đức. Năm 1972, ông trở thành Giáo sư của Đại học Kinh tế Karol Adamiecki ở Katowice. Ông là Ủy viên Ban Chấp hành Trung ương Đảng Công nhân Thống nhất Ba Lan từ năm 1981 đến năm 1988, Phó Thủ tướng Chính phủ từ năm 1983 đến năm 1985, và Thủ tướng thứ 53 từ năm 1985 đến năm 1988.
Năm 1988, nội các của Messner nhận được một kiến nghị bất tín nhiệm tại Thượng viện và phải chuyển giao quyền lực cho Mieczysław Rakowski. Đây là một sự kiện chưa từng có tiền lệ trong thế giới Cộng sản, một trong những dấu hiệu mạnh mẽ nhất của sự thay đổi dân chủ do Mikhail Gorbachev mang lại. Ngoài ra, sự thay đổi nội các này có thể dễ dàng được coi là một trong nhiều bước tái tổ chức nội bộ tương tự được các chế độ ở tất cả các nước do Cộng sản thống trị tiến hành định kỳ.
Ông qua đời tại Warsaw vào ngày 10 tháng 1 năm 2014.